# نهر سينيق
نهر سينيق يستمد مياهه من الأمطار الساقطة والثلوج فوق جبل صافي أو جبل الريحان وتلال إقليم التفاح. وتجري المياه فيه غزيرة حتى أواسط الربيع ويمر في وادي جهنم بين عنقون وكفر حتى مرورا بزغدريا ودرب السيم ويصب في البحر الأبيض المتوسط عند محلة سينيق جنوب مدينة صيدا مشكلاً الحد الجنوبي لسهل صيدا. وبالقرب من مصب سينيق تقع مجاري نهر البرغوت ونهر القملة وهما جدولان كبيران موسميّان ينبعان من ضواحي صيدا الشرقية ويخترقانها نحو البحر.